# 冨沢和未
冨沢 和未（とみざわ かずみ、1979年10月15日 - ）は、日本のフットサル選手。群馬県中之条町出身。中之条中学校、中之条高等学校卒業。日本サッカー協会技術部（フットサル委員会）所属。フットサル日本選抜選手として国内の最高峰位置に属した後に普及の道に進み、指導者となる（当時25歳）。選手時代には、日本国内の主要の全国大会のタイトルを一通り所属クラブを移りながら獲得。指導者転向後もエリートプログラムを受けるほどの活躍を見せ日本代表スタッフにも帯同した。
指導者をしながら2014年にフットゴルフにも存在感を放ち出す。
2015年には日本初となる日本代表の一員になり、その年の国内チャンピオンとなる。
翌年のワールドカップにも日本代表として出場し、日本人最高位でワールドカップを終え、その年2016年の年間チャンピオン、続き2017年、2018年と四年連続国内チャンピオン。
国際5大メジャー大会（IJFO）にて2位Tとなる偉業も達成。

## 経歴
小学5年よりサッカーを始め、中学時代の陸上を挟み高校で再びサッカーをプレーする。この頃からフットサルもプレーを始め、高校卒業と同時に本格的にサッカーからフットサルプレーヤーとして転向する。
関東・東海のチームを渡り歩き全日本選手権・地域チャンピオンズリーグなどタイトルを多数獲得するなど恵まれたフットサルの選手生活を送る。
2003年よりサッカー及びフットサルの指導者としての活動を始め現在のフットサル指導者に至る。
2004年から選手での国内タイトルを獲得したのを期に、形上引退し国内へのフットサル普及活動に没頭する。
2014年よりフットゴルフに出会い、フットゴルフの普及に意欲をわかしプレーを続ける最中、国内初の日本代表選手に選考され、以降日本代表選手として及び日本チャンピオンに位置付けている。
2016年には群馬県のゴルフ場に初のフットゴルフコースの誘致に成功し、普及を進めている。

## 日本代表歴
2015キャピタルカップ（オランダ）
2016ワールドカップ（アルゼンチン）
2016アジアカップ（中国）
2016パシフィックトロフィー（アメリカ）
2017US-PRO-AMA（アメリカ）

## 国内勝利
ジャパンオープン通算7勝

### 2015年
年間チャンピオン（ジャパンファイナル優勝）
富士の杜カップ優勝

### 2016年
年間チャンピオン（ツアー優勝、ランキング1位）
軽井沢シールズカップ優勝
関西カップ優勝
シールズチームチャレンジ優勝
高橋陽一カップ優勝

### 2017年
2017チームチャレンジin軽井沢
ジャパンツアーランキング1位
世界6大メジャー大会【FIFG WORLD TOUR Japan FootGolf International Open2017】日本人最高位10位入賞

### 2018年
2018ジャパンツアーランキング1位
世界6大メジャー大会【FIFG WORLD TOUR Japan FootGolf International Open2018】日本人最高位2位入賞